# Krobatinkaserne
Koordinaten: 47° 21′ 11″ N, 13° 12′ 12″ O

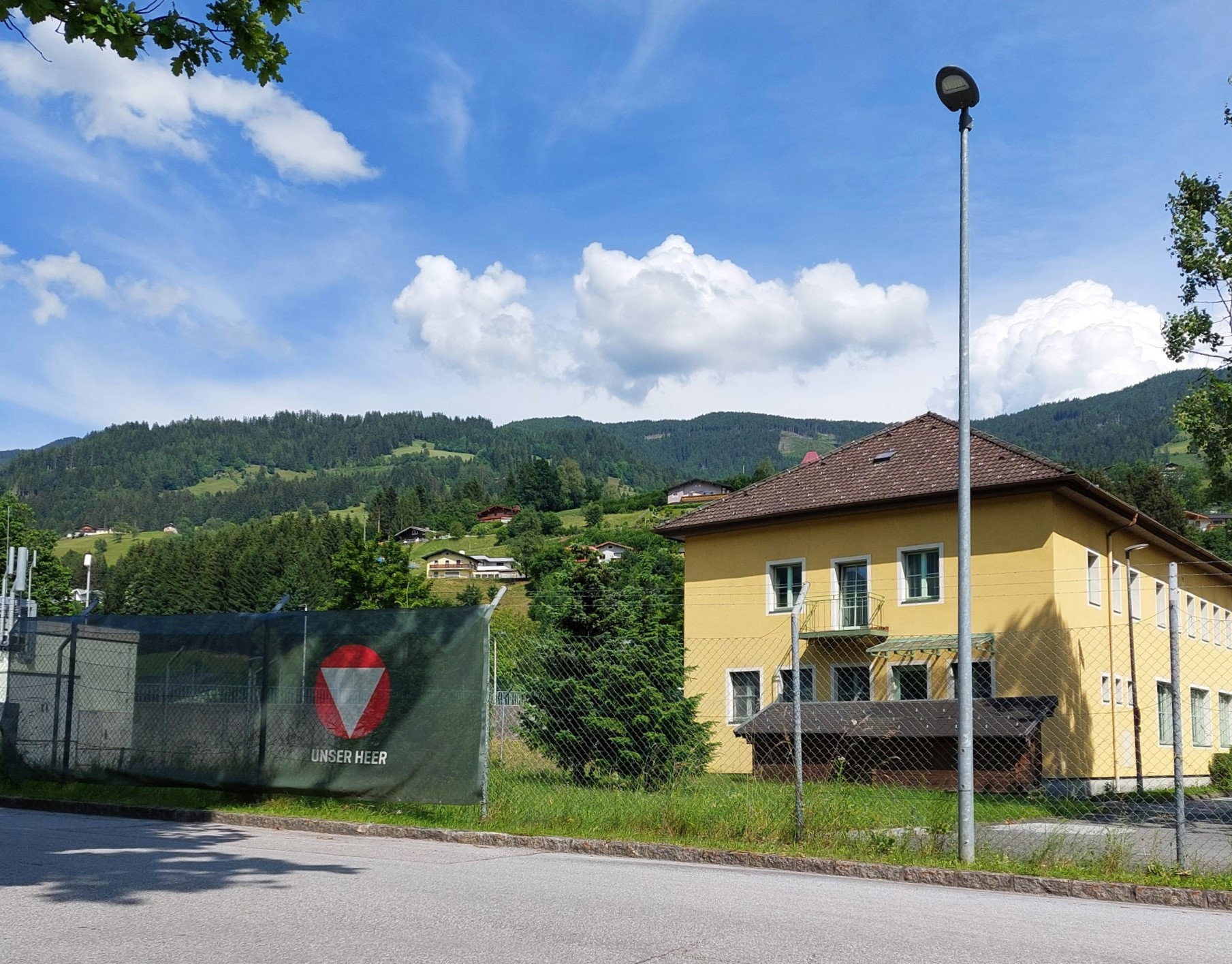
Krobatinkaserne in St. Johann im Pongau

Die Krobatin-Kaserne, benannt nach Feldmarschall Freiherr von Krobatin, ist eine Kaserne des
österreichischen Bundesheeres in St. Johann im Pongau.

## Geschichte
Die Kaserne in St. Johann geht auf das Jahr 1936 zurück. Mitte Juli wurde mit dem Bau der Kaserne auf dem St. Johanner ’Au-Fleck neben der Salzach begonnen. Am 1. Oktober 1936 rückten die ersten Jungmänner zur 2. Abteilung des leichten Artillerieregiments Nr. 8 in den Pongau ein. Ihnen standen bereits fertige Mannschaftsgebäude zur Verfügung, während die Verwaltung noch in umliegenden Gasthöfen untergebracht war. Am 9. November 1936 erfolgte die offizielle Kaserneneinweihung unter Anwesenheit des Salzburger Landeshauptmannes Franz Rehrl.
Am 21. November 1936 traf schließlich der erste Kommandant der Kaserne, Oberstleutnant Ernst Lukaseder, in St. Johann ein. Mit Bescheid vom 10. März 1937 wurde die Kaserne in Feldmarschall Freiherr von Krobatin-Kaserne umbenannt.
Während des Zweiten Weltkrieges diente die Kaserne als Strafgefangenenlager, danach den amerikanischen Truppen bis 1949 als Lager für königstreue jugoslawische Offiziere. Zwischen 1950 und 1955 wurde die Kaserne vom 350. Infanterieregiment der amerikanischen Regenbogendivision genutzt.
Am 15. Juni 1955 wurde die Kaserne wieder dem Staat Österreich zurückgegeben. Am 11. Oktober 1955 wurde in St. Johann die Infanterie-Unterstützungs-Waffenschule aufgestellt, die aber bereits 1956 in den Raum Wien verlegt wurde. Danach wurde das Jägerbataillon 30 formiert. Dieses wurde 1965 nach Salzburg verlegt.
Am 1. April 1965 folgte mit dem II. Bataillon/HTelR ein Fernmeldebataillon, das seither die Krobatin-Kaserne prägt. Neben der militärischen Ausbildung von Jungmännern waren die Soldaten in St. Johann seit jeher im Katastropheneinsatz und bei Fernmeldeübungen in ganz Österreich im Einsatz. 1979 wurde das Bataillon in 2. Bataillon/Heeresfernmelderegiment umbenannt und dank eines Kooperationsabkommens mit
Siemens mit modernster Technik ausgestattet.
Am 14. April 1989 wurde das Regimentskommando von Wien in die Krobatin-Kaserne verlegt. Im Zuge einer weiteren Heeresreform wurde das Heeresfernmelderegiment am 1. Dezember 2002 dem Kommando Landstreitkräfte in Salzburg unterstellt. Ab 1. September 2006 wurde es dem neuen Streitkräfteführungskommando in Graz und Salzburg unterstellt und am 14. März 2008 schließlich wurde das Heeresfernmelderegiment in das neue Führungsunterstützungsbataillon 2 übergeleitet.
Heute arbeiten etwa 200 Kadersoldaten in der Kaserne. Damit ist das Bundesheer einer der größten Arbeitgeber in St. Johann.

## Kommandanten
Seit der Rückgabe der Krobatin-Kaserne an Österreich haben in St. Johann nur acht Offiziere die Führung innegehabt. Erster Kommandant war ab 1956 Oberstleutnant Christian Leitner, ihm folgte zwischen 1959 und Anfang 1962 Oberstleutnant Hermann Hofer. Als letzter Kommandant des Jägerbataillon diente Major Heinrich Putzlager bis 1965.
Im Fernmeldebataillon wurde 1965 Major Richard Kralik als Kommandant eingesetzt, der diese Führungsrolle bis zu seiner Berufung als Inspektor der gesamten Fernmeldetruppe ins Ministerium nach Wien 1979 innehatte. Ihm folgte Oberstleutnant Robert Tatschl, der 1986 das Regimentskommando nach St. Johann holte. Sein langjähriger Stellvertreter, Oberstleutnant Josef Fischer, übernahm mit 1. Jänner 2002 die Führung des Regiments und wurde neuer Kasern- und Garnisonskommandant. Ab 1. März 2007 war Oberst
Richard Gruber Chef, von dem wiederum Oberst Johannes Nussbaumer am 9. März 2014 das Kommando über die Truppe in der Krobatin-Kaserne übernahm.